# NGC 317B
NGC 317B (другие обозначения — NGC 317-2, IRAS00548+4331, UGC 594, KCPG 19B, MCG 7-3-10, 5ZW 42, ZWG 536.13, PGC 3445) — спиральная галактика с перемычкой и развитыми рукавами (SBbc). Находится в созвездии Андромеда. Составляет взаимодействующую пару с галактикой NGC 317A.
Этот объект входит в число перечисленных в оригинальной редакции «Нового общего каталога».
В галактике была обнаружена сверхновая SN 1999gl (дата первого наблюдения—14 декабря 1999).
В галактике вспыхнула сверхновая SN 2014dj типа Ic, её пиковая видимая звездная величина составила 17,0.